# Holdermühle (Schnelldorf)
Holdermühle ist ein Gemeindeteil der Gemeinde Schnelldorf im Landkreis Ansbach (Mittelfranken, Bayern). Holdermühle liegt in der Gemarkung Haundorf.

## Geografie
Die Einöde liegt etwa vier Kilometer südöstlich der Ortsmitte von Schnelldorf am Holderbach, einem rechten Zufluss der Ampfrach, die gleich nach seinem Zufluss von rechts in die Wörnitz mündet. Südwestlich des Ortes liegen zwei Seen, die vom Holderbach gespeist werden, 0,5 km südöstlich erhebt sich der bewaldete Mühlberg (511 m ü. NHN), ein Nordostsporn der Frankenhöhe in Richtung der Wörnitz. Die Kreisstraße AN 38 führt nach Haundorf (0,8 km westlich) bzw. zur Staatsstraße 1066 (0,3 km östlich) bei Hilpertsweiler.

## Geschichte
Holdermühle lag im Fraischbezirk des ansbachischen Oberamtes Feuchtwangen. Die Mahl- und Schneidemühle hatte das Vogtamt Ampfrach als Grundherrn. An diesen Verhältnissen änderte sich bis zum Ende des Alten Reiches nichts. Von 1797 bis 1808 unterstand der Ort dem Justiz- und Kammeramt Feuchtwangen. 
Mit dem Gemeindeedikt (frühes 19. Jahrhundert) wurde Holdermühle dem Steuerdistrikt Unterampfrach und der Ruralgemeinde Haundorf zugeordnet. Im Zuge der Gebietsreform in Bayern wurde Holdermühle am 1. Januar 1972 nach Schnelldorf eingemeindet.

## Einwohnerentwicklung
| Jahr      | 001818 | 001840 | 001861 | 001871 | 001885 | 001900 | 001925 | 001950 | 001961 | 001970 | 001987 |
| Einwohner | 5      | 5      | 5      | 4      | 4      | *      | *      | *      | *      | 8      | 5      |
| Häuser    | 1      | 1      |        |        | 1      | *      | *      | *      | *      |        | 2      |
| Quelle    | [ 10 ] | [ 11 ] | [ 12 ] | [ 13 ] | [ 14 ] | [ 15 ] | [ 16 ] | [ 17 ] | [ 18 ] | [ 19 ] | [ 1 ]  |

## Religion
Der Ort ist seit der Reformation evangelisch-lutherisch geprägt und bis heute nach St. Sebastian und St. Veit (Unterampfrach) gepfarrt. Die Einwohner römisch-katholischer Konfession sind nach St. Ulrich und Afra (Feuchtwangen) gepfarrt.